# Jacob Joshua Falk
Pour les articles homonymes, voir Falk.
Jacob Joshua Falk, né le 19 décembre 1680 à Cracovie et mort en 1756 à Offenbach-sur-le-Main, est un rabbin, l'une des plus grandes autorités talmudiques de son temps.

## Pene Yehoshua

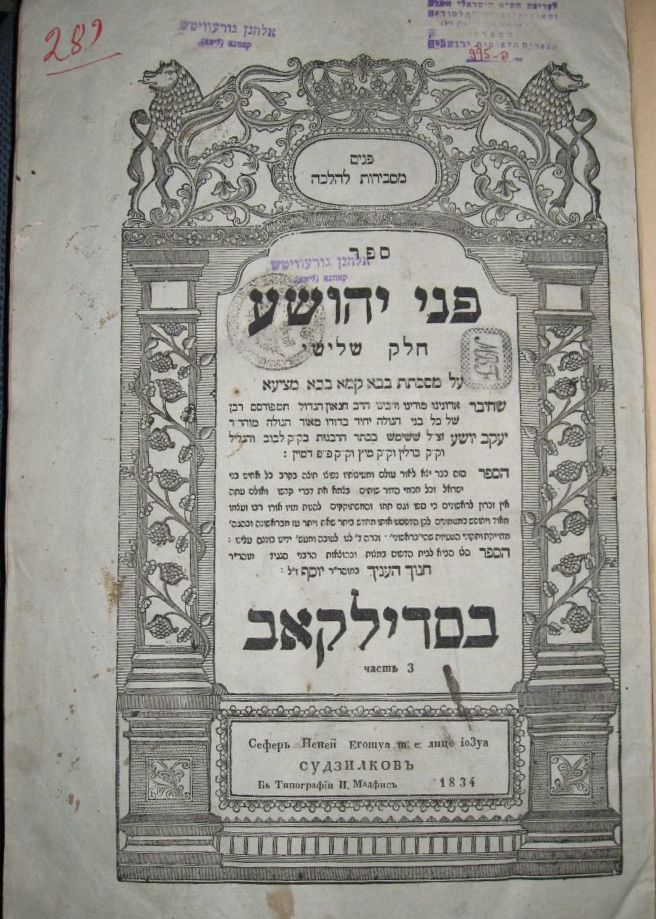
Pnei Yehochoua, 3e partie, Sydlykov 1834

## Diverses œuvres
- Harvot Tzurim. Francfort-sur-le-Main. 1755[2].